# 达索系统
达索系统（法語：Dassault Systèmes S.A.）是一家法国软件公司，從事3D设计软件、3D数字化实体模型和产品生命周期管理（PLM）解决方案，为航空、汽车、机械、电子等各行业，提供软件系统服务，以及技术支持。

## 历史

### CAD/CAM阶段
```
达索系统是由
达索集團
於
1981年
成立。早於
1977年
，达索集團已藉15名工程師，研發出發新一代電腦輔助設計軟件，稱
CATIA
。當時此軟件是輔助飛機建造。後來集團工程隊伍發現，公司內部財政不容許為此軟件作進一步研發。於是集團開始研究，成立新公司以及把軟件外銷的可能性。
```

1981年达索系統成立，當時成員共有25名工程師，出售CATIA系統。而IBM是他們第一名客戶，甚至從中協助达索推銷CATIA──IBM和达索各收營業額一半。
後來达索系統把CATIA售往其他產業，包括汽車生產、船舶建造，及其他消費品製造，而業務也成功拓展至美、日、德等國。

### PLM阶段
至1990年代末，达索的CAD/CAM研發已開始到極限。到2000年左右，CAD/CAM開始被PLM（产品生命周期管理解决方案）所代替。各PLM系列有不同名稱：
- 3DExperience platform: 3D體驗平台，提供產品數位化運作架構,是一個商業的智能化平台

- CATIA : 3D模型設計智能化平台,從3D概念草圖繪製(SKETCH),造型設計,初步設計,細部機構設計,到建構出產品原型(prototype),並提供模具,夾具,治具設計,並進行機電整合的模擬與仿真,都可以在這智能化三維設計平台上,進行產品開發與初步的驗證,可以將各種設計規則智能化與參數化累積在平台內,作為下一代產品設計的基礎, 加速產品開發的時間與品質.

- DELMIA：计算机辅助制造CAM软件；
- ENOVIA：支持内、外部协同合作；
- SIMULIA：用作分析和模拟
- SolidWorks：用来建造3D模型；
- 3DVIA：用来创建虚拟3D。

在2007年，伴随着新品牌3DVIA的发布，达索系统开始了互联网化的进程。PLM2.0（对应Web2.0的概念）发布，公司利用互联网的优势，来推广它的在线PLM（包括6个变种平台）。

## 全球分布

### 欧洲
歐洲總部位處巴黎西南市郊，佔地共57,000平方米，有四栋大楼，分别以一主要元素命名，这四种元素不可分割、互为补充，象征着生命、力量、灵感与创新。

### 美洲
美洲總站位處麻省沃尔瑟姆。該總部佔地２７英亩，被誉为“持续创新，使用3D创造逼真体验的展示窗”。它已获LEED认证，并体现了企业在保留国家资源方面的承诺。

### 亚洲
全亞洲總部設於中國上海，在日本東京也另設分公司。除上述地區以外，在台灣亦有據點。
主要產品：
CATIA, SIMULIA（Abaqus, Isight, SIMPACK）, ENOVIA, DELMIA(Apriso)智慧製造, 3DEXPERIENCE，EXALEAD(大數據)
覆蓋行業：
航空航太與國防產業(飛機，無人機)，交通運輸行業(汽機車,電動車,自行車,軌道交通), 高科技產業(智能化電子產品,半導體,穿戴式裝置), 工業設備(工具機,機器人,智慧工廠), 建築營造產業(建築,橋梁,隧道,軌道建設與場站開發), 生醫產業(醫療器材,醫藥研發)

## 产品
達梭系統透過3DEXPERIENCE打造世界上最大規模業務體驗平台，並側重以下核心理念：
3D建模：3D和系統工程設計，廣泛用於智慧/連網產品、都市系統、自然資源和生物系統等領域。品牌包括：
- CATIA──达索系統最早的品牌，符合從前期產品概念規範到產品投入使用的完整產品開發流程要求。
- SolidWorks──3D設計、資料管理、模擬、技術文件彙編與電動設計。
- GEOVIA──建模並模擬工廠，用於提高自然資源的可預測性、效率、安全性與永續性。
- BIOVIA──化學和生物領域的科學創新生命週期管理軟體

模擬（「虛擬+真實」）：實際模擬產品、生產與使用，包含複雜的產品行為、工廠和製造系統執行，以及消費者日常生活中的使用等。品牌包括：
- SIMULIA──可擴展的統一分析產品組合，讓所有的用戶立基於各自的專長與工作重點，無縫分享模擬資料與方法，而不影響資訊的真實度。
- DELMIA──是一款工程仿真软件，它是达索系统收购Deneb、Delta和SafeWork而获得的。DELMIA允许制造者虚拟地构思、计划、创建、监视和控制整个产品过程------从早期的设计和装配以及虚拟测试和模拟直到整个产品的真正组装。
- 3DVIA──為消費者、零售商和製造商提供創新的3D空間規劃解決方案。

資訊智慧：檢索和儀表板，幫助客戶因應大數據的挑戰，符合搜尋、分類、過濾、瀏覽和理解資料的需求。品牌包括：
- EXALEAD──藉由讀取、探索和分析相關的資訊，讓企業能從大數據中解讀出有價值的發現。
- NETVIBES──幫助即時監控與管理所有資訊，包括以個人化儀表板協助做出更快、更好的決策。

互聯：社群和結構化協作。品牌包括：
- ENOVIA──提供一个框架，来帮助充分利用公司各个PLM软件。这是一个包括开发者、合作伙伴、客户的在线开发环境。
- 3DEXCITE──高階圖像軟體、市場解決方案和電腦生成影像服務，能將工程資料轉化為市場專業人士可用的資料。

## 公司大事记
1981：达索系统成立。
1992：达索系统从IBM手中得到CADAM（一个2维 CAD/CAM软件）并且组建达索系统美洲公司。
1997：达索系统购得SolidWorks（一家机械设计解决方案公司）。
1998：达索系统收购IBM 产品数据管理（PDM）系统并且创建ENOVIA公司。
1999：达索系统收购一家以色列公司------智能解决方案有限公司。
2000：DELMIA品牌发布。
2002：Geometric ltd.和达索系统设立一家合资企业（3D PLM Software Solutions Ltd.)，达索系统持有其42%的股份。
2005：达索系统获得 Abaqus Inc.。并由此创建了SIMULIA品牌。在同一年，达索系统收购Virtool SA。
2006：达索系统收购MatrixOne Inc.并创建了新一代ENOVIA品牌。在同一年，达索系统收购了Dynasim AB（一家精通于模型化和虚拟化软件设计的瑞典公司）来扩充产品线。
2007：达索系统发布3DVIA品牌。与此同时，达索系统收购Seemage（3D互动产品文档制作的领导者）。Virtool被加入3DVIA品牌，3DVIA品牌名也变为了3DVIA Virtools。在这一年，达索系统收购了ICEM Ltd.（一家因为式样设计，平面建模和渲染软件而闻名汽车业的英国公司）。
2010：达索系统收购Exalead Inc.。在同一年，它还收购了IBM的PLM软件业务部门。
2011：达索系统收购了Intercim LLC和Enguinity PLM。达索系统同时和Gehry Technology签署了一份协议------允许他们在各自的渠道销售各自的数码项目。
2012：达索系统收购了Netvibes，Gemcom。
2013：达索系统收购了FE Design，Simpoe和Apriso。
2016：达索系统收购了XFlow CFD。
2017：达索系统收购了Exa Corporation。